# Qatar-krisen
Qatar-krisen var en diplomatisk krise mellem Qatar på den ene side og Saudi Arabien, Egypten, Forenede Arabiske Emirater, Bahrain, Yemen, Libyen og Maldiverne på den anden side. Krisen startede 5. juni 2017.

## Baggrund
Det startede med, at Saudi Arabien afbrød de diplomatiske forbindelser til Qatar, for at beskytte sig mod "terrorisme og ekstremisme". De lukkede derudover grænsen til Qatar med samme begrundelse. Efterfølgende fulgte Egypten trop, fordi de var utilfredse med Qatars påståede støtte til Det Muslimske Broderskab (som Egypten betragter som en terrororganisation), Hamas og Hizbollah, der alle er Irans allierede. Forenede Arabiske Emirater og Bahrain kom med samme melding. Til sidst kom Yemen  med i gruppen af utilfredse lande. Ifølge Lars Erslev Andersen handlede krisen også om, at Saudi Arabien ønsker, at få Qatar med i alliancen mod Iran.
Ifølge CNN skyldtes krisen to aftaler, der blev underskrevet henholdsvis 23. november 2013 og 16. november 2014. Den første aftale (Riyad-aftalen) havde deltagelse af Saudi Arabien, Kuwait og Qatar. Aftalen siger blandt andet, at man ikke må støtte Det Muslimske Broderskab (hvilket Qatar påstås at støtte). Det fremgår også, at man ikke må støtte såkaldt "fjendtlige medier" - her sigtes mod Al Jazeera, der finansieres af Qatar. Den anden aftale (kaldet tophemmelig) havde udover de førnævnte også deltagelse af Bahrain, Abu Dhabi og Forenede Arabiske Emirater. I denne aftale nævnes Al Jazeera direkte.
Qatar blev 23. juni 2017 via Kuwait (som agerer mægler i krisen) mødt af tretten krav, som Qatar havde ti dage til at opfylde Det krævedes blandt andet, at de lukkede Al Jazeera, begrænsede forbindelserne med Iran (der er Saudi Arabiens ærkefjende) og lukkede en tyrkisk militærbase. De skulle også betale erstatninger og indstille støtten til udenlandske oppositionsgrupper. Qatar afviste at bøje sig for kravene. I begyndelsen af juli blev fristen forlænget med to døgn. Senere på måneden blev kravet omformuleret til seks principper om at bekæmpe terrorisme og ekstremisme og stoppe provokationer. Qatar afviste at acceptere krav, der truer deres suverænitet eller folkeretten.

### De tretten oprindelige krav
De tretten oprindelige krav var som følger:
- De diplomatiske forbindelser til Iran skal begrænses og militært samarbejde skal ophøre. Visse dele af handlen skal indstilles.
- Al støtte til blandt andet Det Muslimske Broderskab, Islamisk Stat, al-Qaeda og Hizbollah skal indstilles.
- Al støtte til terrororganisationer skal indstilles.
- Al-Jazeera og deres søsterorganisationer skal lukkes
- Ethvert militært samarbejde med Tyrkiet, som foregår i Qatar, skal indstilles
- Eftersøgte for terror skal udleveres deres deres hjemlande.
- Indblanding i andre staters anliggende skal stoppes. Deriblandt uddeling af statsborgerskab til eftersøgte fra andre lande.
- Udbetaling af erstatning til personer, der er berørt af Qatars udenrigspolitik.
- Den arabiske samarbejdsorganisation GCC's regler skal følges i sager, der vedrører militær, politik, sociale anliggender, økonomi og sikkerhed, hvis det vedrører de andre lande i GCC-samarbejdet.
- Samarbejde med oppositionsgrupper i de fire lande skal indstilles.
- Et antal medier skal lukkes.
- Alle kravene skal imødekommes.
- Der skal aflægges rapport om kravenes opfyldelse.

## Konsekvenser
Denne krise har fået en række konsekvenser:
- Indbyggerne i Qatar begyndte at hamstre fødevarer af frygt for stigende priser og blokade.[11][12]
- Egypten, Saudi Arabien. Forenede Arabisk Emirater og Bahrain har lukket deres luftrum for fly fra Qatar, således at fly fra Qatar må flyve via lande som Iran, Tyrkiet og Oman.[13] Flyvninger mellem  Qatar på den ene side og de fire lande på den anden side udgør 18% af Qatar Airways' trafik. På grund af dette har luftfartsselskabet måttet lukke 18 ruter. [14] Krisen har også berørt skibstrafikken idet skibe fra Qatar ikke må lægge til i nogle af de fire lande.[15]
- Nogle dage efter, at krisen var begyndt, sendte Iran fødevarer til Qatar.[16] På grund af lukningen af grænsen fra Saudi Arabien mangler Qatar op til 40% af fødevarimporten.[6] Den iranske fødevareleverance består af 450 tons, der blev leveret med fem fly. Dertil kom 350 tons, der blev sejlet til Qatar.[16]
- 20. juli ophævede Egypten med enkelte undtagelser qatareres visumfri adgang til Qatar.[17]
- Qatars import i juni 2017 er faldet med 40% i forhold til samme måned året før og med 38% i forhold til måneden før. I juni 2017 var eksporten til gengæld 5% højere end i juni 2016.[18]

Derudover hævdede Saudi Arabien, at Qatar havde krævet den muslimske pilgrimsfærd til Mekka blev internationaliseret, hvilket de betragter som en krigserklæring. Qatar hævdede på sin side, at de aldrig havde fremkommet med et sådan krav, og udtalte, at de var trætte af at skulle forholde sig til fake news. Det hævdes også, at Qatar dels frygter at deres borgere ikke må deltage og dels at de frygter for borgernes sikkerhed, hvis de får lov til at deltage.
Krisen betød også, at produktionen af helium i landet var stoppet, da det bliver sendt ud i verden via en havn i Forenede Arabiske Emirater, hvortil det er transporteret fra Qatar i en lastbil via Saudi Arabien. Qatar står for 24 % af verdens heliumproduktion, omend et tredje anlæg fra 2018 kan øge andelen til 33%.
Denne krise kan blive et problem for Qatar i forbindelse med VM i fodbold 2022, eftersom nogle af tilskuerne skal bo i nabolandet Bahrain, der som nævnt er blandt de lande, der deltager i denne krise. Hvis problemet ikke bliver løst i tide, kan de miste værtsskabet.

## Internationale reaktioner
Krisen fik USA's udenrigsminister Rex Tillerson til at appellere til de deltagende lande om at ophæve blokaden, da det går ud over indsatsen mod Islamisk Stat, eftersom USA's største militærbase i Mellemøsten er placeret i Qatar. Ruslands præsident Vladimir Putin opfordrer de stridende parter til forsøge med diplomati.
Den franske præsident, Emmanuel Macron, opfordrede alle parter til at bevare roen, men den tyske udenrigsminister Sigmar Gabriel anklagede USA's præsident Donald Trump (der ensidigt støtter Saudu Arabien) for at øge konflikten i Mellemøsten og advarede desuden mod at isolere Qatar. Den tyrkiske præsident Recep Tayyip Erdogan støttede derimod ensidigt Qatar.